# Santiago Bernabéu Yeste
Santiago Bernabéu Yeste (n. 8 iunie 1895, Montealegre del Castillo, Castilia-La Mancha, Spania – d. 2 iunie 1978, Madrid, Noua Castilie⁠(d), Spania) a fost unul dintre cei mai importanți oameni din istoria Real Madrid, putând fi creditat cu meritul de fi transformat Real Madrid din al doilea cel mai bun club din Madrid în cel mai de succes club din Spania și din Europa. Stadionul Santiago Bernabéu al clubului Real Madrid și-a luat numele în memoria sa. A fost președintele clubului în perioada septembrie 1943 - iunie 1978.